# Schizocidaris
Schizocidaris is een geslacht van zee-egels uit de familie Cidaridae.

## Soorten
- Schizocidaris assimilis Mortensen, 1903
- Schizocidaris fasciata Mortensen, 1927
- Schizocidaris serrata (Mortensen, 1903)